# Responsabilité pénale des personnes morales
La responsabilité pénale des personnes morales est affirmée dans la législation de plusieurs pays. Cette reconnaissance de leur responsabilité est relativement récente et témoigne du rejet du principe traditionnel societas delinquere non potest depuis la fin du XXe siècle.

## Droit canadien
En droit pénal canadien, la responsabilité pénale des personnes morales a d'abord été reconnue par la common law  dans l'arrêt de principe Canadian Dredge & Dock Co. c. La Reine de 1985. L'affaire de la mine Westray est une autre affaire importante impliquant la responsabilité pénale de sociétés. 
Le Code criminel a été modifié par une loi de 2003 intitulée Loi modifiant le Code criminel (responsabilité pénale des organisations). Un document de travail du gouvernement canadien datant de 2002 affirme que les recommandations visant à changer la loi dans un sens qui reconnaît la responsabilité pénale des personnes morales remontaient à 1987. 
Les articles 22 et 22.1 du Code criminel prévoient spécifiquement la responsabilité pénale des organisations. À l'article 2 C.r., les mots « quiconque, individu, personne et propriétaire » sont définis comme incluant les organisations.

## Droit français
L'article 121-2 du Code pénal indique:
« Les personnes morales, à l’exclusion de l’État, sont responsables pénalement, selon les distinctions des articles 121-4 à 121-7 et dans les cas prévus par la loi ou le règlement, des infractions commises, pour leur compte, par leurs organes ou représentants. »
Cette responsabilité de la personne morale n’est en aucun cas une cause légale d’exonération pour le dirigeant ou tout autre auteur de l’infraction : l’article 121-2, alinéa 3, indique : « La responsabilité pénale des personnes morales n’exclut pas celle des personnes physiques auteurs ou complices des mêmes faits. »